# Yi-Sang-Literaturpreis
Der Yi-Sang-Literaturpreis (kor. 이상문학상, Hanja 李箱文學賞, rev. I Sang Munhaksang), benannt nach dem verstorbenen Schriftsteller Yi Sang, zählt zu den wichtigsten Auszeichnungen für moderne literarische Werke im südkoreanischen Raum. Seit 1977 wird der Preis von dem Verlag Munhak Sasang Sa gesponsert. Im Rahmen des Wettbewerbs wird jährlich eine Anthologie mit den nominierten Autoren herausgegeben.

## Preisträger
| Preisverleihung | Jahr | Name            | Werk (koreanisch)                |
| --------------- | ---- | --------------- | -------------------------------- |
| 1               | 1977 | Kim Seung-ok    | 서울의 달빛 0장                  |
| 2               | 1978 | Lee Cheong-jun  | 잔인한 도시                      |
| 3               | 1979 | Oh Jung-hee     | 저녁의 게임                      |
| 4               | 1980 | Yu Jae-yong     | 관계                             |
| 5               | 1981 | Pak Wanso       | 엄마의 말뚝                      |
| 6               | 1982 | Choi In-ho      | 깊고 푸른 밤                     |
| 7               | 1983 | Seo Young-eun   | 먼 그대                          |
| 8               | 1984 | Yi Kyun-young   | 어두운 기억의 저편               |
| 9               | 1985 | Lee Je-ha       | 나그네는 길에서도 쉬지 않는다    |
| 10              | 1986 | Choe Il-nam     | 흐르는 북                        |
| 11              | 1987 | Yi Mun-yol      | 우리들의 일그러진 영웅           |
| 12              | 1988 | Lim Chul-woo    | 붉은 방                          |
| 12              | 1988 | Han Seung-won   | 해변의 길손                      |
| 13              | 1989 | Kim Chae-won    | 겨울의 환幻                      |
| 14              | 1990 | Kim Won-il      | 마음의 감옥                      |
| 15              | 1991 | Cho Seong-gi    | 우리 시대의 소설가               |
| 16              | 1992 | Yang Gui-ja     | 숨은 꽃                          |
| 17              | 1993 | Choe Su-cheol   | 얼음의 도가니                    |
| 18              | 1994 | Ch’oe Yun       | 하나코는 없다                    |
| 19              | 1995 | Yun Hu-myeong   | 하얀 배                          |
| 20              | 1996 | Yun Dae-nyong   | 천지간                           |
| 21              | 1997 | Kim Ji-won      | 사랑의 예감                      |
| 22              | 1998 | Eun Hee-kyung   | 아내의 상자                      |
| 23              | 1999 | Park Sang-woo   | 내 마음의 옥탑방                 |
| 24              | 2000 | Lee In-hwa      | 시인의 별                        |
| 25              | 2001 | Sin Kyong-suk   | 부석사                           |
| 26              | 2002 | Kwan Ji-hye     | 뱀장어 스튜                      |
| 27              | 2003 | Kim In-suk      | 바다와 나비                      |
| 28              | 2004 | Kim Hoon        | 화장                             |
| 29              | 2005 | Han Kang        | 몽고반점                         |
| 30              | 2006 | Jong Me-kyung   | 밤이여, 나뉘어라                 |
| 31              | 2007 | Jeon Gyeong-rin | 천사는 여기 머문다               |
| 32              | 2008 | Kwon Yeo-sun    | 사랑을 믿다                      |
| 33              | 2009 | Kim Yeon-su     | 산책하는 이들의 다섯 가지 즐거움 |
| 34              | 2010 | Park Min-gyu    | 아침의 문                        |
| 35              | 2011 | Gong Ji-young   | 맨발로 글목을 돌다               |
| 36              | 2012 | Kim Young-ha    | 옥수수와 나                      |
| 37              | 2013 | Kim Ae-ran      | 침묵의 미래                      |
| 38              | 2014 | Pyun Hye-young  | 몬순                             |

- 2015: Kim Soom
- 2016: Kim Kyung-uk
- 2017: Ku Hyo-sŏ
- 2018: …
- 2019: Yun I-hyeong
- 2021: Lee Sung-U